# ポゴスタ病
ポゴスタ病（ポゴスタびょう、英語: Pogosta disease）はウイルス感染症である。通常、発疹や軽い発熱やインフルエンザ様症状を引き起こす。ほとんどの場合、症状は5日以内に治まる。しかし、場合によっては痛みを伴う関節炎を発症することもある。この病気を治療するための化学薬品は知られていない。

## 兆候と症状
この病気は、トガウイルス科アルファウイルス属のプラス鎖RNAウイルスであるシンドビス様ウイルスによって引き起こされると長い間疑われてきた。2002年、フィンランドでポゴスタ病のアウトブレイク時に患者からシンドビス株が分離され、この仮説が裏付けられた。

## 治療
現在のところ治療法はない。

## 疫学
この病気は主にフィンランド東部で発生し、1974年に旧教区のイロマンツィ村（ポゴスタと呼ばれることもある）で初めて認められた。典型的なポゴスタ病患者は、秋にベリーを摘んでいるときに蚊に刺されて感染した中年者である。この病気の発症者は毎年約100例で、7年間隔で大規模なアウトブレイクが起こる。

## 語源
カレリア熱（Karelian fever）、オッケルボー病（Ockelbo disease）とも呼ばれる。前者はカレリア地方（フィンランド南東部 - ロシア北西部）、後者はスウェーデンのオッケルボーにちなむ。